# Teresa Habereder
Teresa Habereder (* 12. November 1983) ist eine deutsche Schauspielerin und Model.

## Leben und Karriere
Teresa Habereder wuchs im niederbayerischen Tittling auf, wo ihre Mutter ein Gasthaus betreibt. Ihre schulische Ausbildung beendete sie 2003 an der Fachoberschule Passau mit dem Fachabitur. Ihre schauspielerische Ausbildung erhielt sie von 2004 bis 2007 an der Akademie für Darstellende Kunst Bayern in Regensburg.
Größere Bekanntheit erlangte sie durch ihr Mitwirken in der 2012 von Regisseur Daniel Krauss inszenierten Filmkomödie Kaiserschmarrn und in den ZDF-Vorabendserien Die Rosenheim-Cops und SOKO 5113.

## Filmografie (Auswahl)
- 2011: Tangente (Kurzfilm)
- 2012: Restalkohol
- 2012: SOKO 5113 (Fernsehserie, eine Folge)
- 2012, 2015: Die Rosenheim-Cops (Fernsehserie, 2 Folgen)
- 2012: Der Klassenfeind (Kurzfilm)
- 2013: Kaiserschmarrn
- 2014: In Gefahr – Ein verhängnisvoller Moment (Fernsehserie, eine Folge)
- 2015: BIC Life (Kurzfilm)
- 2018: Restguthaben